# Wichita Falls, Texas
Wichita Falls là một thành phố thuộc quận Wichita, tiểu bang Texas, Hoa Kỳ. Năm 2010, dân số của xã này là 104553 người.

## Lịch sử
Những người da đỏ Choctaw định cư khu vực trong đầu thế kỷ 18. Người định cư da trắng đến đây vào những năm 1860 để thành lập các trại chăn nuôi. Thành phố Wichita Falls đã được chính thức ra đời vào ngày 27 tháng 9 năm 1872. Vào thời điểm đó, một cuộc bán các lô đất thị trấn đã được tổ chức ở nơi ngày nay là góc của phố thứ 7 và phố Ohio - nơi khai sinh thành phố. Tuyến đường ray Fort Worth và Denver chạy qua đây vào năm 1882, cùng năm thành phố trở thành thủ phủ quận của quận Wichita. Thành phố phát triển về phía tây từ kho tàu hỏa. Khu vực này hiện nay được gọi là khu lịch sử quảng trường, đã được tuyên bố là một địa danh lịch sử của tiểu bang Texas.
Một cơn lũ năm 1886 đã phá hủy thác nước ban đầu trên sông Wichita. Sau gần 100 không có thác cho du khách tham quan, thành phố xây dựng một thác nước nhân tạo bên cạnh dòng sông trong công viên Lucy.

## Khí hậu
| Dữ liệu khí hậu của Wichita Falls, Texas (Wichita Falls Regional Airport), 1991–2020 normals, extremes 1923–present | Dữ liệu khí hậu của Wichita Falls, Texas (Wichita Falls Regional Airport), 1991–2020 normals, extremes 1923–present | Dữ liệu khí hậu của Wichita Falls, Texas (Wichita Falls Regional Airport), 1991–2020 normals, extremes 1923–present | Dữ liệu khí hậu của Wichita Falls, Texas (Wichita Falls Regional Airport), 1991–2020 normals, extremes 1923–present | Dữ liệu khí hậu của Wichita Falls, Texas (Wichita Falls Regional Airport), 1991–2020 normals, extremes 1923–present | Dữ liệu khí hậu của Wichita Falls, Texas (Wichita Falls Regional Airport), 1991–2020 normals, extremes 1923–present | Dữ liệu khí hậu của Wichita Falls, Texas (Wichita Falls Regional Airport), 1991–2020 normals, extremes 1923–present | Dữ liệu khí hậu của Wichita Falls, Texas (Wichita Falls Regional Airport), 1991–2020 normals, extremes 1923–present | Dữ liệu khí hậu của Wichita Falls, Texas (Wichita Falls Regional Airport), 1991–2020 normals, extremes 1923–present | Dữ liệu khí hậu của Wichita Falls, Texas (Wichita Falls Regional Airport), 1991–2020 normals, extremes 1923–present | Dữ liệu khí hậu của Wichita Falls, Texas (Wichita Falls Regional Airport), 1991–2020 normals, extremes 1923–present | Dữ liệu khí hậu của Wichita Falls, Texas (Wichita Falls Regional Airport), 1991–2020 normals, extremes 1923–present | Dữ liệu khí hậu của Wichita Falls, Texas (Wichita Falls Regional Airport), 1991–2020 normals, extremes 1923–present | Dữ liệu khí hậu của Wichita Falls, Texas (Wichita Falls Regional Airport), 1991–2020 normals, extremes 1923–present |
| Tháng | 1 | 2 | 3 | 4 | 5 | 6 | 7 | 8 | 9 | 10 | 11 | 12 | Năm |
| --- | --- | --- | --- | --- | --- | --- | --- | --- | --- | --- | --- | --- | --- |
| Cao kỉ lục °F (°C)                                                                                                  | 87 (31) | 94 (34) | 100 (38) | 103 (39) | 110 (43) | 117 (47) | 115 (46) | 113 (45) | 112 (44) | 102 (39) | 91 (33) | 91 (33) | 117 (47) |
| Trung bình tối đa °F (°C)                                                                                           | 76.9 (24.9) | 81.9 (27.7) | 88.2 (31.2) | 91.9 (33.3) | 97.4 (36.3) | 101.1 (38.4) | 105.5 (40.8) | 105.2 (40.7) | 100.4 (38.0) | 93.4 (34.1) | 82.8 (28.2) | 77.2 (25.1) | 107.3 (41.8) |
| Trung bình ngày tối đa °F (°C)                                                                                      | 54.7 (12.6) | 59.0 (15.0) | 67.9 (19.9) | 76.0 (24.4) | 83.9 (28.8) | 92.0 (33.3) | 97.2 (36.2) | 96.6 (35.9) | 88.3 (31.3) | 77.3 (25.2) | 65.2 (18.4) | 55.7 (13.2) | 76.2 (24.5) |
| Trung bình ngày °F (°C)                                                                                             | 42.4 (5.8) | 46.3 (7.9) | 54.7 (12.6) | 62.8 (17.1) | 71.8 (22.1) | 80.1 (26.7) | 84.7 (29.3) | 84.1 (28.9) | 76.0 (24.4) | 64.6 (18.1) | 52.7 (11.5) | 43.7 (6.5) | 63.7 (17.6) |
| Tối thiểu trung bình ngày °F (°C)                                                                                   | 30.0 (−1.1) | 33.6 (0.9) | 41.6 (5.3) | 49.6 (9.8) | 59.7 (15.4) | 68.3 (20.2) | 72.2 (22.3) | 71.5 (21.9) | 63.8 (17.7) | 51.9 (11.1) | 40.2 (4.6) | 31.8 (−0.1) | 51.2 (10.7) |
| Trung bình tối thiểu °F (°C)                                                                                        | 15.7 (−9.1) | 19.0 (−7.2) | 24.3 (−4.3) | 34.4 (1.3) | 44.9 (7.2) | 59.9 (15.5) | 65.3 (18.5) | 63.5 (17.5) | 50.7 (10.4) | 35.9 (2.2) | 24.8 (−4.0) | 17.3 (−8.2) | 11.8 (−11.2) |
| Thấp kỉ lục °F (°C)                                                                                                 | −12 (−24) | −8 (−22) | 6 (−14) | 24 (−4) | 35 (2) | 50 (10) | 54 (12) | 53 (12) | 38 (3) | 21 (−6) | 14 (−10) | −7 (−22) | −12 (−24) |
| Lượng Giáng thủy trung bình inches (mm)                                                                             | 1.20 (30) | 1.40 (36) | 2.02 (51) | 2.50 (64) | 3.81 (97) | 3.35 (85) | 2.02 (51) | 2.53 (64) | 2.99 (76) | 2.88 (73) | 1.63 (41) | 1.56 (40) | 27.89 (708) |
| Lượng tuyết rơi trung bình inches (cm)                                                                              | 0.7 (1.8) | 1.1 (2.8) | 0.2 (0.51) | 0.0 (0.0) | 0.0 (0.0) | 0.0 (0.0) | 0.0 (0.0) | 0.0 (0.0) | 0.0 (0.0) | 0.0 (0.0) | 0.3 (0.76) | 0.8 (2.0) | 3.1 (7.87) |
| Số ngày giáng thủy trung bình (≥ 0.01 in)                                                                           | 4.6 | 4.9 | 6.5 | 6.6 | 9.1 | 7.3 | 5.2 | 6.0 | 6.3 | 6.9 | 5.2 | 4.5 | 73.1 |
| Số ngày tuyết rơi trung bình (≥ 0.1 in)                                                                             | 0.3 | 0.5 | 0.1 | 0.0 | 0.0 | 0.0 | 0.0 | 0.0 | 0.0 | 0.0 | 0.2 | 0.5 | 1.6 |
| Nguồn 1: NOAA | | | | | | | | | | | | | |
| Nguồn 2: National Weather Service                                                                                   | | | | | | | | | | | | | |